# Plaine-d’Argenson
Plaine-d’Argenson ist eine französische Gemeinde mit 993 Einwohnern (Stand: 1. Januar 2022) im Département Deux-Sèvres in der Region Nouvelle-Aquitaine. Sie gehört zum Arrondissement Niort und zum Kanton Mignon-et-Boutonne.
Plaine-d’Argenson entstand als Commune nouvelle mit Wirkung vom 1. Januar 2018 aus dem Zusammenschluss der bisherigen Gemeinden Belleville, Boisserolles, Prissé-la-Charrière und Saint-Étienne-la-Cigogne.

## Geographie
Plaine-d’Argenson liegt etwa 20 Kilometer südlich von Niort. Umgeben wird Plaine-d’Argenson von den Nachbargemeinden 
- Beauvoir-sur-Niort im Norden,
- Villiers-en-Bois im Osten,
- Le Vert im Osten und Südosten,
- Saint-Séverin-sur-Boutonne im Südosten,
- Villeneuve-la-Comtesse im Süden,
- Dœuil-sur-le-Mignon im Westen und Südwesten,
- Val-du-Mignon mit Thorigny-sur-le-Mignon im Westen und Usseau im Westen und Nordwesten,
- La Foye-Monjault im Nordwesten.

Die Autoroute A10 führt durch die Gemeinde.

## Gliederung
| Ortsteil                                | ehemaliger INSEE-Code | Fläche (km²) | Einwohnerzahl zum 1. Januar 2019 |
| --------------------------------------- | --------------------- | ------------ | -------------------------------- |
| Belleville                              | 79033                 | 11,53        | 129                              |
| Boisserolles                            | 79039                 | 08,64        | 045                              |
| Prissé-la-Charrière (Verwaltungssitz)00 | 79078                 | 19,94        | 632                              |
| Saint-Étienne-la-Cigogne                | 79247                 | 04,82        | 159                              |

## Sehenswürdigkeiten
- Nekropole (Tumulus von Péré)
- Kirche Sainte-Marie in Belleville
- Kirche in Saint-Étienne-la-Cigogne